# Ted Ligety
Theodore Sharp Ligety detto Ted (Salt Lake City, 31 agosto 1984) è un ex sciatore alpino statunitense.
Sciatore polivalente, presentava caratteristiche tecniche da gigantista puro. Nel suo palmarès figurano due ori olimpici, cinque ori mondiali e cinque Coppe del Mondo di slalom gigante.

## Biografia

### Stagioni 2000-2004
Ligety, originario di Park City, ha debuttato in gare FIS l'8 aprile 2000 a Breckenridge, piazzandosi 49º in supergigante, e in Nor-Am Cup il 10 febbraio 2001 a Snowbasin, quando è stato 20º in discesa libera. Ha esordito in Coppa del Mondo il 22 novembre 2003 nello slalom gigante di Park City, senza qualificarsi per la seconda manche, e in Coppa Europa il 2 dicembre successivo a Åre, quando in slalom speciale non ha concluso la seconda manche.
Il 2 gennaio 2004 a Sunday River è salito per la prima volta sul podio in Nor-Am Cup grazie al 3º posto ottenuto in slalom speciale; il giorno dopo, nella medesima località e nella medesima specialità, ha colto la sua prima vittoria nel circuito. Un mese più tardi ha ottenuto il primo risultato di rilievo della carriera, la medaglia d'argento nello slalom speciale ai Mondiali juniores di Maribor. Nella stessa stagione a Kranjska Gora in slalom speciale ha prima ottenuto i suoi primi punti in Coppa del Mondo (23º il 29 febbraio), poi la sua prima vittoria, nonché primo podio, in Coppa Europa (il 2 marzo). A fine stagione in Nor-Am Cup è risultato 2º nella classifica generale e vincitore di quella di slalom speciale.

### Stagioni 2005-2008
Nel 2005 ha debuttato ai Campionati mondiali nella rassegna iridata di Bormio/Santa Caterina Valfurva, dove è stato 12º nella combinata e non ha concluso lo slalom speciale. Ha conquistato il suo primo podio in Coppa del Mondo il 4 dicembre 2005 nello slalom speciale di Beaver Creek classificandosi al 3º posto; ai successivi XX Giochi olimpici invernali di Torino 2006, sua prima presenza olimpica, ha vinto la medaglia d'oro nella combinata, mentre non ha concluso le altre gare cui ha preso parte (lo slalom gigante e lo slalom speciale). Quella stessa stagione in Coppa del Mondo ha conquistato anche la prima vittoria, il 5 marzo nello slalom gigante di Yongpyong.
Ai Mondiali di Åre 2007 il miglior piazzamento di Ligety è stato il 4º posto nello slalom gigante, a 7 centesimi di distacco dal terzo classificato Didier Cuche; in supergigante è stato 31º, mentre non ha concluso slalom speciale e supercombinata. Durante la stagione 2007-2008 ha disputato in Coppa del Mondo una serie di ottime gare in slalom gigante che gli hanno permesso di aggiudicarsi la sua prima Coppa del Mondo di slalom gigante con 47 punti di vantaggio su Benjamin Raich; quell'anno ha colto complessivamente quattro podi con due vittorie, tra le quali la sua prima nella classica gara della Podkoren di Kranjska Gora l'8 marzo.

### Stagioni 2009-2012

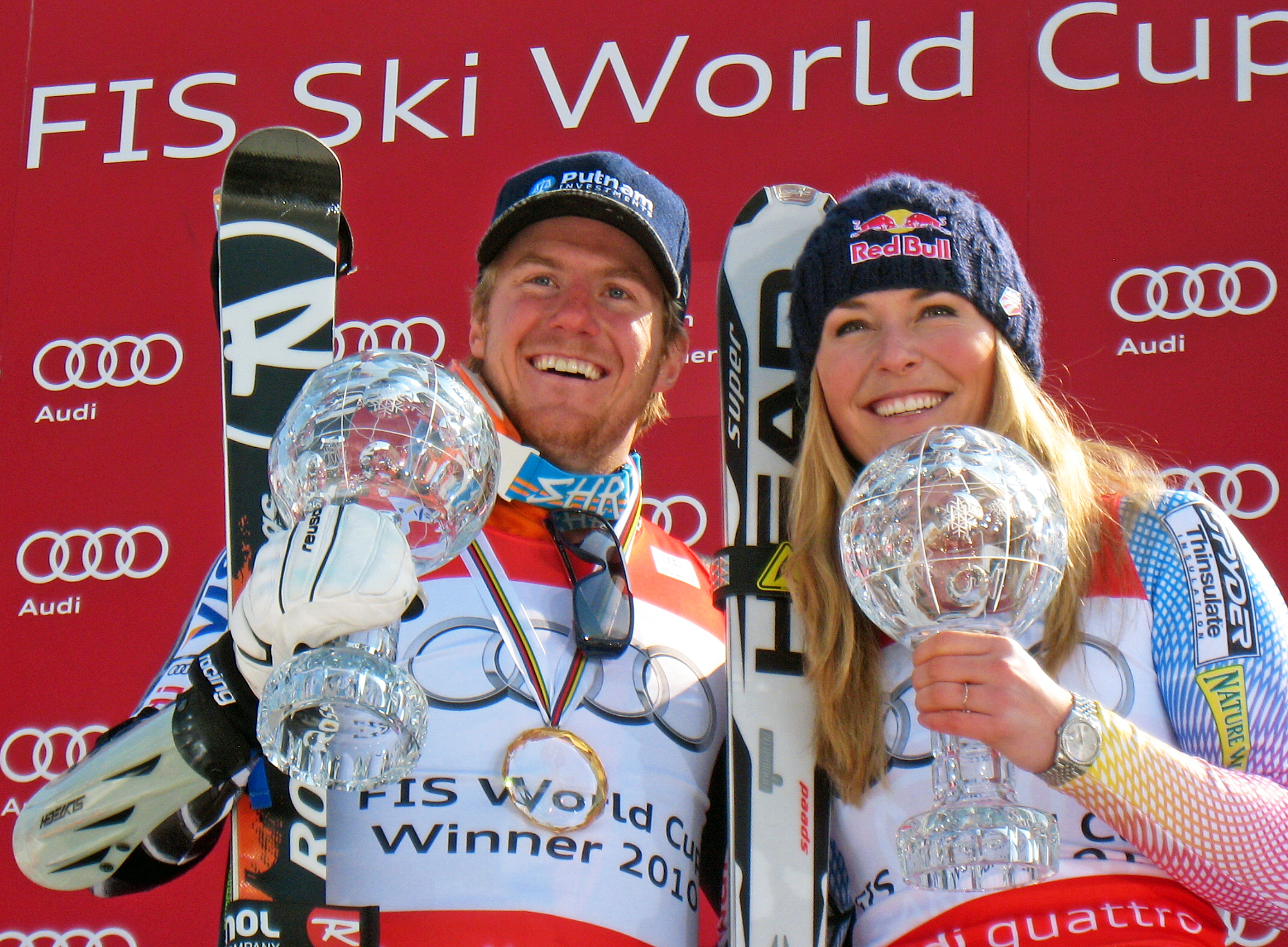
Ted Ligety (a sinistra) e la sua compagna di squadra Lindsey Vonn mostrano, il 10 marzo 2010, le coppe di cristallo appena vinte nella stagione 2009-2010

Nel 2009 ha partecipato per la terza volta ai Mondiali, nella rassegna di Val-d'Isère, riuscendo a conquistare la sua prima medaglia: il bronzo nello slalom gigante vinto da Carlo Janka davanti a Raich; non ha invece portato a termine il supergigante, lo slalom speciale e la supercombinata, mentre in Coppa del Mondo il 28 febbraio ha bissato la vittoria a Kranjska Gora e si è piazzato 3º nella classifica di slalom gigante. Non ha ottenuto alcuna medaglia ai XXI Giochi olimpici invernali di Vancouver 2010 (19º nel supergigante, 9º nello slalom gigante, 5º nella supercombinata, non ha concluso lo slalom speciale); tuttavia in quella stagione di Coppa del Mondo ha conquistato, grazie anche a quattro podi nella specialità (una vittoria – ancora a Kranjska Gora, il 29 gennaio –, un secondo posto e due terzi posti), la sua seconda Coppa di slalom gigante con 71 punti di vantaggio su Janka.
Nel 2011 si è laureato campione iridato nello slalom gigante vincendo la medaglia d'oro ai Mondiali di Garmisch-Partenkirchen, durante i quali si è anche classificato 19º nello slalom speciale e non ha terminato supergigante e supercombinata. Alla fine della stagione di Coppa del Mondo ha conquistato la terza Coppa di slalom gigante (77 i punti di margine su Aksel Lund Svindal) dopo essere salito quattro volte sul podio, con tre vittorie in altrettante classiche dello sci alpino: Beaver Creek, Val-d'Isère e Alta Badia. Nel 2011-2012, malgrado tre vittorie (in altrettante classiche: Sölden, Beaver Creek e - per la quarta volta - Kranjska Gora) e un secondo posto, Ligety è giunto secondo nella classifica di slalom gigante, alle spalle di Marcel Hirscher per 192 punti.

### Stagioni 2013-2014
Nel 2013 è stato il protagonista assoluto dei Mondiali di Schladming: il 6 febbraio ha conquistato la medaglia d'oro nel supergigante, l'11 febbraio si è ripetuto vincendo la supercombinata e infine quattro giorni dopo ha vinto anche lo slalom gigante, bissando il successo ottenuto due anni prima. In questo modo Ligety è diventato uno dei pochi sciatori a vincere tre ori durante la stessa rassegna iridata; non ha concluso invece lo slalom speciale. Il 9 marzo successivo, vincendo per la quinta volta in carriera lo slalom gigante di Kranjska Gora, ha conquistato con una gara d'anticipo la sua quarta Coppa di specialità con 145 punti di margine su Hirscher. Ha concluso la stagione 2013 con otto podi (6 vittorie e 2 terzi posti) su otto gare disputate in slalom gigante; tra le sue vittorie stagionali, oltre a Kranjska Gora, figurano nuovamente le classiche di Sölden (vinta infliggendo 2 secondi e 75 centesimi al secondo classificato Manfred Mölgg), Beaver Creek e Alta Badia e, per la prima volta nella sua carriera, Adelboden.
Il 17 gennaio 2014 a Wengen ha vinto la sua prima supercombinata di Coppa del Mondo, mentre il successivo 19 febbraio ha ottenuto la medaglia d'oro nello slalom gigante ai XXII Giochi olimpici invernali di Soči 2014, diventando il primo atleta non europeo a conquistare l'oro in questa specialità alle Olimpiadi; in quella rassegna si è inoltre classificato 14º nel supergigante e 12º nella supercombinata, mentre non ha terminato lo slalom speciale. L'8 marzo successivo vincendo per la sesta volta lo slalom gigante di Kranjska Gora ha stabilito il record di vittorie sulla stessa pista nella specialità. Il 12 marzo seguente, nel corso delle finali della Coppa del Mondo 2014 a Lenzerheide, è salito per la prima volta sul podio in discesa libera, piazzandosi al secondo posto alle spalle di Matthias Mayer: con questo risultato è entrato nella ristretta schiera di sciatori con almeno un podio in ogni specialità. Imponendosi il 15 marzo nell'ultimo slalom gigante stagionale, Ligety ha conquistato la sua quinta Coppa di specialità (a pari punti con Hirscher, ma con un maggior numero di vittorie), preceduto in questa graduatoria unicamente dallo svedese Ingemar Stenmark.

### Stagioni 2015-2021
Nella stagione 2014-2015, dopo aver nuovamente vinto lo slalom gigante di Coppa del Mondo a Beaver Creek, ai Mondiali di Vail/Beaver Creek 2015 ha vinto la medaglia d'oro nello slalom gigante, la terza consecutiva in questa specialità dopo Garmisch-Partenkirchen 2011 e Schladming 2013: un'impresa mai riuscita a nessun uomo prima di lui. Nella stessa rassegna iridata ha conquistato la medaglia di bronzo nella combinata, preceduto da Hirscher e da Kjetil Jansrud, oltre a chiudere al 9º posto il supergigante e al 21º lo slalom speciale, mentre nella Coppa del Mondo di slalom gigante è stato 3º. Il 25 ottobre 2015 ha conquistato a Sölden l'ultima vittoria in Coppa del Mondo e il 28 gennaio 2018 l'ultimo podio, a Garmisch-Partenkirchen (3º), sempre in slalom gigante.
Ai XXIII Giochi olimpici invernali di Pyeongchang 2018, sua ultima presenza olimpica, si è classificato 6º nella combinata, 15º nello slalom gigante e non ha completato il supergigante; ai Mondiali di Åre 2019, sua ultima presenza iridata, è stato 8º nello slalom gigante e non ha completato la combinata. Dopo aver annunciato il suo ritiro nel corso della stagione 2020-2021 in occasione dei Mondiali di Cortina d'Ampezzo 2021, a causa di una sciatalgia alla schiena non è riuscito a partecipare all’ultimo slalom gigante della sua carriera; la sua ultima gara è rimasta così lo slalom gigante di Coppa del Mondo disputato ad Adelboden il 9 gennaio precedente, nel quale Ligety non si è qualificato per la seconda manche.

## Palmarès

### Olimpiadi
- 2 medaglie:
  - 2 ori (combinata a Torino 2006; slalom gigante a Soči 2014)

### Mondiali
- 7 medaglie:
  - 5 ori (slalom gigante a Garmisch-Partenkirchen 2011; supergigante, slalom gigante, supercombinata a Schladming 2013; slalom gigante a Vail/Beaver Creek 2015)
  - 2 bronzi (slalom gigante a Val-d'Isère 2009; combinata a Vail/Beaver Creek 2015)

### Mondiali juniores
- 1 medaglia:
  - 1 argento (slalom speciale a Maribor 2004)

### Coppa del Mondo
- Miglior piazzamento in classifica generale: 3º nel 2013
- Vincitore della Coppa del Mondo di slalom gigante nel 2008, nel 2010, nel 2011, nel 2013 e nel 2014
- Vincitore della classifica di combinata nel 2014[7]
- 52 podi (1 in discesa libera, 2 in supergigante, 41 in slalom gigante, 6 in slalom speciale e 2 in supercombinata):
  - 25 vittorie
  - 13 secondi posti
  - 14 terzi posti

#### Coppa del Mondo - vittorie
| Data             | Località      | Paese         | Specialità |
| ---------------- | ------------- | ------------- | ---------- |
| 5 marzo 2006     | Yongpyong     | Corea del Sud | GS         |
| 8 marzo 2008     | Kranjska Gora | Slovenia      | GS         |
| 14 marzo 2008    | Bormio        | Italia        | GS         |
| 28 febbraio 2009 | Kranjska Gora | Slovenia      | GS         |
| 29 gennaio 2010  | Kranjska Gora | Slovenia      | GS         |
| 5 dicembre 2010  | Beaver Creek  | Stati Uniti   | GS         |
| 11 dicembre 2010 | Val-d'Isère   | Francia       | GS         |
| 19 dicembre 2010 | Alta Badia    | Italia        | GS         |
| 23 ottobre 2011  | Sölden        | Austria       | GS         |
| 6 dicembre 2011  | Beaver Creek  | Stati Uniti   | GS         |
| 10 marzo 2012    | Kranjska Gora | Slovenia      | GS         |
| 28 ottobre 2012  | Sölden        | Austria       | GS         |
| 2 dicembre 2012  | Beaver Creek  | Stati Uniti   | GS         |
| 16 dicembre 2012 | Alta Badia    | Italia        | GS         |
| 12 gennaio 2013  | Adelboden     | Svizzera      | GS         |
| 9 marzo 2013     | Kranjska Gora | Slovenia      | GS         |
| 16 marzo 2013    | Lenzerheide   | Svizzera      | GS         |
| 27 ottobre 2013  | Sölden        | Austria       | GS         |
| 8 dicembre 2013  | Beaver Creek  | Stati Uniti   | GS         |
| 17 gennaio 2014  | Wengen        | Svizzera      | SC         |
| 2 febbraio 2014  | Sankt Moritz  | Svizzera      | GS         |
| 8 marzo 2014     | Kranjska Gora | Slovenia      | GS         |
| 15 marzo 2014    | Lenzerheide   | Svizzera      | GS         |
| 7 dicembre 2014  | Beaver Creek  | Stati Uniti   | GS         |
| 25 ottobre 2015  | Sölden        | Austria       | GS         |

Legenda:

GS = slalom gigante

SC = supercombinata

#### Coppa del Mondo - gare a squadre
- 1 podio:
  - 1 secondo posto

### Coppa Europa
- Miglior piazzamento in classifica generale: 61º nel 2004
- 3 podi:
  - 1 vittoria
  - 2 secondi posti

#### Coppa Europa - vittorie
| Data         | Località      | Paese    | Specialità |
| ------------ | ------------- | -------- | ---------- |
| 2 marzo 2004 | Kranjska Gora | Slovenia | SL         |

Legenda:

SL = slalom speciale

### Nor-Am Cup
- Miglior piazzamento in classifica generale: 2º nel 2004
- Vincitore della classifica di slalom speciale nel 2004
- 7 podi:
  - 3 vittorie
  - 1 secondo posto
  - 3 terzi posti

#### Nor-Am Cup - vittorie
| Data             | Località       | Paese       | Specialità |
| ---------------- | -------------- | ----------- | ---------- |
| 3 gennaio 2004   | Sunday River   | Stati Uniti | SL         |
| 12 marzo 2004    | Mont-Tremblant | Canada      | SL         |
| 30 novembre 2005 | Keystone       | Stati Uniti | SL         |

Legenda:

SL = slalom speciale

### Australia New Zealand Cup
- Miglior piazzamento in classifica generale: 8º nel 2007
- 2 podi:
  - 1 vittoria
  - 1 secondo posto

#### Australia New Zealand Cup - vittorie
| Data           | Località     | Paese         | Specialità |
| -------------- | ------------ | ------------- | ---------- |
| 26 agosto 2006 | Coronet Peak | Nuova Zelanda | SL         |

Legenda:

SL = slalom speciale

### Campionati statunitensi
- 9 medaglie[8]:
  - 7 ori (slalom speciale, combinata nel 2005; slalom speciale, combinata nel 2006; slalom gigante, combinata nel 2007; slalom speciale nel 2013)
  - 1 argento (slalom speciale nel 2007)
  - 1 bronzo (slalom gigante nel 2011)

## Statistiche

### Podi in Coppa del Mondo
| Stagione/Specialità | Discesa libera | Discesa libera | Discesa libera | Supergigante | Supergigante | Supergigante | Slalom gigante | Slalom gigante | Slalom gigante | Slalom speciale | Slalom speciale | Slalom speciale | Combinata | Combinata | Combinata | Podi totali |
| ------------------- | -------------- | -------------- | -------------- | ------------ | ------------ | ------------ | -------------- | -------------- | -------------- | --------------- | --------------- | --------------- | --------- | --------- | --------- | ----------- |
| Stagione/Specialità | 1º             | 2º             | 3º             | 1º           | 2º           | 3º           | 1º             | 2º             | 3º             | 1º              | 2º              | 3º              | 1º        | 2º        | 3º        | Podi totali |
| 2004                |                |                |                |              |              |              |                |                |                |                 |                 |                 |           |           |           | 0           |
| 2005                |                |                |                |              |              |              |                |                |                |                 |                 |                 |           |           |           | 0           |
| 2006                |                |                |                |              |              |              | 1              |                |                |                 | 1               | 2               |           |           |           | 4           |
| 2007                |                |                |                |              |              |              |                |                | 1              |                 | 1               |                 |           |           |           | 2           |
| 2008                |                |                |                |              |              |              | 2              | 1              | 1              |                 |                 | 2               |           |           |           | 6           |
| 2009                |                |                |                |              |              |              | 1              | 2              | 1              |                 |                 |                 |           |           |           | 4           |
| 2010                |                |                |                |              | 1            |              | 1              | 1              | 2              |                 |                 |                 |           |           |           | 5           |
| 2011                |                |                |                |              |              |              | 3              |                | 1              |                 |                 |                 |           |           |           | 4           |
| 2012                |                |                |                |              |              |              | 3              | 1              |                |                 |                 |                 |           |           |           | 4           |
| 2013                |                |                |                |              |              |              | 6              |                | 2              |                 |                 |                 |           |           |           | 8           |
| 2014                |                | 1              |                |              |              |              | 5              |                | 1              |                 |                 |                 | 1         | 1         |           | 9           |
| 2015                |                |                |                |              |              |              | 1              | 2              |                |                 |                 |                 |           |           |           | 3           |
| 2016                |                |                |                |              | 1            |              | 1              |                |                |                 |                 |                 |           |           |           | 2           |
| 2017                |                |                |                |              |              |              |                |                |                |                 |                 |                 |           |           |           | 0           |
| 2018                |                |                |                |              |              |              |                |                | 1              |                 |                 |                 |           |           |           | 1           |
| 2019                |                |                |                |              |              |              |                |                |                |                 |                 |                 |           |           |           | 0           |
| 2020                |                |                |                |              |              |              |                |                |                |                 |                 |                 |           |           |           | 0           |
| 2021                |                |                |                |              |              |              |                |                |                |                 |                 |                 |           |           |           | 0           |
| Totale              | 0              | 1              | 0              | 0            | 2            | 0            | 24             | 7              | 10             | 0               | 2               | 4               | 1         | 1         | 0         | 52          |
| Totale              | 1              | 1              | 1              | 2            | 2            | 2            | 41             | 41             | 41             | 6               | 6               | 6               | 2         | 2         | 2         | 52          |